# Baseball aux Jeux asiatiques
 (septembre 2024).
Si vous disposez d'ouvrages ou d'articles de référence ou si vous connaissez des sites web de qualité traitant du thème abordé ici, merci de compléter l'article en donnant les références utiles à sa vérifiabilité et en les liant à la section « Notes et références ».
Le tournoi de baseball des Jeux asiatiques est un tournoi international de baseball mettant aux prises les meilleures formations d'Asie. 
En démonstration en 1990, il est au programme depuis 1994. La Corée du Sud est en tête du palmarès avec trois médailles d'Or sur cinq épreuves disputées.

## Palmarès
| Année        | Lieu      | Or           | Argent       | Bronze       |
| ------------ | --------- | ------------ | ------------ | ------------ |
| 1994 Détails | Hiroshima | Japon        | Corée du Sud | Taïwan       |
| 1998 Détails | Bangkok   | Corée du Sud | Japon        | Taïwan       |
| 2002 Détails | Busan     | Corée du Sud | Taïwan       | Japon        |
| 2006 Détails | Doha      | Taïwan       | Japon        | Corée du Sud |
| 2010 Détails | Guangzhou | Corée du Sud | Taïwan       | Japon        |
| 2014 Détails | Incheon   | Corée du Sud | Taïwan       | Japon        |
| 2018 Détails | Jakarta   | Corée du Sud | Japon        | Taïwan       |
| 2023 Détails | Hangzhou  | Corée du Sud | Taïwan       | Japon        |

## Tableau des médailles
| Rang | Pays         | Or | Argent | Bronze | Total |
| ---- | ------------ | -- | ------ | ------ | ----- |
| 1    | Corée du Sud | 6  | 1      | 1      | 8     |
| 2    | Japon        | 1  | 3      | 4      | 8     |
| 3    | Taïwan       | 1  | 4      | 3      | 8     |